# Werner Lindner

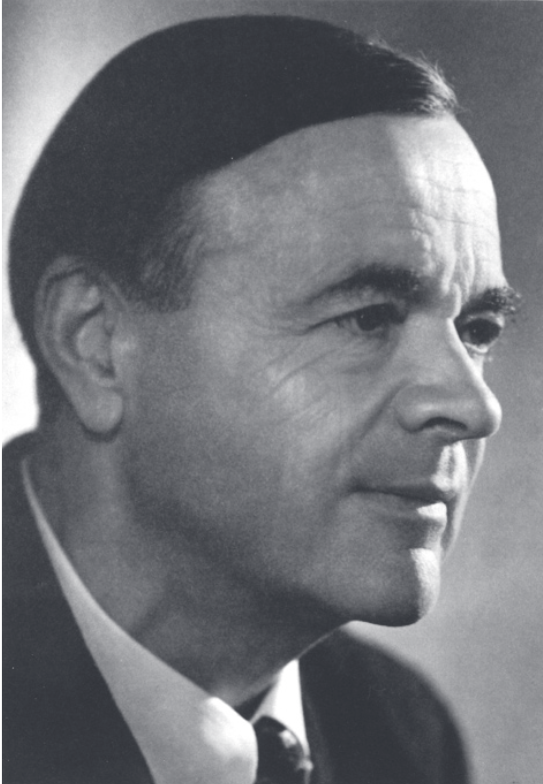
Werner Lindner (um 1920)

Eduard Adolf Werner Lindner (* 8. November 1883 in Eisleben; † 20. Oktober 1964 in Hermannsburg) war ein deutscher Architekt und einer der wichtigsten Vertreter des Heimatschutzes in Deutschland.

## Leben und Wirken
Werner Linder war ältester Sohn von elf Kindern des Ingenieurs Eduard Lindner und der Hedwig Lindner geb. Albrecht in „gutbürgerlichen Verhältnissen“. Ab 1892 war sein Vater Betriebsleiter des Hüttenwerks Kupferhammer bei Eberswald, wo Werner aufwuchs und erste Anregungen zu seinem späteren Engagement in der Pflege technischer Kulturdenkmale erhielt. Nach dem Abitur in Eberswalde studierte Lindner Architektur an der Technischen Hochschule Berlin-Charlottenburg. Anschließend verschaffte ihm Emil Högg 1908 eine Stelle in Stade, um sich zum Regierungsbaumeister auszubilden. Gleichzeitig übernahm er erste Arbeiten als Architekt und wirkte als Bauberater für Bauernhausfragen in der von Högg gegründeten Bauberatungsstelle. Zusammen mit dem Bremer Reformarchitekten Hugo Wagner entwarf er 1909 den Neubau eines Altländer Bauernhauses in Hollern, mit dem er eine zeitgemäße Weiterentwicklung traditioneller Baukultur anstrebte. 1910 gewann er den ersten Preis im Architektenwettbewerb „Vorbildliche Bauten für das Alte Land“. Doch anstatt als Architekt weiter zu arbeiten oder die Fortbildung abzuschließen und die Laufbahn eines staatlichen Baubeamten einzuschlagen, trat Lindner 1911 eine Stelle als Assistent an Höggs neuem Lehrstuhl für Raumkunst, Bauformenlehre und Industriebau der Technischen Hochschule Dresden an. Dort promovierte er 1912 bei Högg mit der Arbeit Das niedersächsische Bauernhaus in Deutschland und Holland, die im selben Jahr gedruckt erschien und noch Jahrzehnte später Nachdrucke erfuhr.
1914 wurde er Geschäftsführer des Deutschen Bundes Heimatschutz. 1933 schied er zwar offiziell als Geschäftsführer aus, blieb aber als „Fachbeauftragter“ und bis Kriegsende 1945 weiterhin der programmatische Kopf des Deutschen Bundes Heimatschutz (seit 1937 Deutscher Heimatbund).
Werner Linders Interesse galt der „Baupflege“, aber auch der Kultur des Alltags schlechthin. Als Architekt, Publizist und Funktionär wirkte er in der „Industriemoderne“ und in der Heimatschutzbewegung gleichermaßen. er bemühte sich um die Verknüpfung des Gedankenguts der „konservativen“ Avantgarde mit einer Ästhetisierung geometrischer Formen. Theoretischen Ausdruck fand diese Bemühen in seinen Schriften „Ingenieurbauten in ihrer guten Gestaltung“ (1923) und „Bauten der Technik – Ihre Form und Wirkung“ (1927). In der Architekturgeschichtsforschung gilt Lindners Wirken als Beitrag zur Entstehung moderner Architektur; so könne er „wenn nicht als ‚Lehrer der Avantgarde‘ doch als Wegbereiter für moderne Industriebaugestaltung im Sinne des ‚Neuen Bauens‘ gesehen werden.“
Vom Nationalsozialismus, den er grundsätzlich unterstützte, versprach sich Lindner eine breitere Unterstützung der Ideen des Heimatschutzes. Seit 1938 war er Redakteur der Zeitschrift Heimatleben. Sein Hauptengagement während der NS-Zeit galt vor allem dem Kampf gegen allzu auffällige Außenwerbung an Gebäuden und für die so genannte Entschandelung der Altstädte. Während des Zweiten Weltkriegs weitete er seine Aktivitäten auf die besetzten Gebiete, vor allem in Polen, aus. Im Auftrag von Heinrich Himmler erarbeitete er seit 1939 baugestalterische Richtlinien für die „einzudeutschenden“ Dörfer und Städte in den eingegliederten Gebieten Polens. Unter Himmler als „Reichskommissar für die Festigung deutschen Volkstums“ war er mit der Ansiedlung von so genannten Volksdeutschen in den 1939 annektierten Gebieten Polens betraut. Am 16. Januar 1940 beantragte Lindner die Aufnahme in die NSDAP und wurde zum 1. März desselben Jahres aufgenommen (Mitgliedsnummer 7.546.950).
Nach der Zerstörung seines Berliner Hauses im Zweiten Weltkrieg zog Lindner im April 1945 nach Westdeutschland und wohnte zunächst in Lüneburg, wo er auf Anfrage des Landrats fünf Monate die Bauberatung für den Landkreis Lüneburg übernahm. Schon seit 1944 war er auch mit einer „Wiederaufbaufibel für Niedersachsen“ beschäftigt. Dann übersiedelte er bis zum Lebensende nach Hermannsburg bei Celle, wo er Jahrzehnte zuvor 1912 als Architekt einen Auftragentwurf ausgeführt hatte. Ende 1951 wurde auf Linders Initiative hin die Arbeitsgemeinschaft Friedhof und Denkmal gegründet, deren Geschäftsführer er von Hermannsburg aus bis 1959 war. In der Nachkriegszeit wandte sich Lindner von architektonischen Fragen ab und hin zu Randgebieten der Gestaltung: Neben Veröffentlichungen zu Themen der Außenwerbung, Andenkenware und Kriegsgräberstätten widmete er sich gutachterlich, entwerfend und publizistisch vor allem der Friedhofspflege sowie Grabmals- und Ehrenmalsgestaltung. Er wurde einflussreicher und gefragter Experte, der Kommunen bei der Planung und Gestaltung von Kriegerdenkmälern und Soldatenfriedhöfen beriet. Zudem arbeitete er als ehrenamtlicher Berater in „ländlichen Friedhofsbelangen“ des Landeskirchenamtes für Niedersachsen und war Mitglied des Sachverständigenbeirates im Volksbund Deutsche Kriegsgräberfürsorge.

## Ehrungen
- 1949: Ehrenmitglied des Schwäbischen Heimatbunds[18]
- 1953: Verdienstkreuz I. Klasse[17]
- 1959: Großes Verdienstkreuz der Bundesrepublik Deutschland[17][19]

## Bauten (Auswahl)
- 1909: (zusammen Hugo Wagner) Bauernhauses in Hollern[4]
- 1912: Wohnhaus Barthel in Hermannsburg[20]

## Schriften (Auswahl)
(Ausführliches Schriftenverzeichnis in der Dissertation von Barbara Banck)
- Das niedersächsische Bauernhaus in Deutschland und Holland. Ein Beitrag zu seiner Erkundung. Geibel Hannover 1912. (Reprints als Beiträge zur Heimatkunde des Regierungsbezirks Stade, Bd. 3:                                    : Schäfer, Hannover 1987 und 1999, ISBN 978-3-88746-184-3)
- Denkmäler für unsere Krieger. München 1915.
- (mit Georg Steinmetz) Die Ingenieurbauten in ihrer guten Gestaltung. Ernst Wasmuth, Berlin 1923. (Digitalisat)
- Bauten der Technik – Ihre Form und Wirkung. Berlin 1927.
- Technische Kulturdenkmale. Hrsg. Conrad Matschoss, Werner Lindner. Unter Mitarbeit von August Hertwig. Bruckmann, München 1932. (Nachdruck: VDI-Verlag, Düsseldorf 1984, ISBN 3-18-400638-7)
- Der Heimatschutz im Neuen Reich. Leipzig 1934.
- Haus und Hof (= Deutsches Volksgut, Heft 2). Berlin 1934.
- Das Dorf. Seine Pflege und Gestaltung (= Die landschaftlichen Grundlagen des deutschen Bauschaffens, Band 1). München 1938.
- (mit Erich Böckler) Die Stadt. Ihre Pflege und Gestaltung (= Die landschaftlichen Grundlagen des deutschen Bauschaffens, Band 2). Hrsg. Robert Ley, Reichsorganisationsleiter der NDSDAP. München 1939.
- Der Osten (= Die landschaftlichen Grundlagen des deutschen Bauschaffens, Band 3). München 1940.
- Der Dorffriedhof, Wege zu seiner Gesundung. Kassel / Basel 1953.
- Aufgaben und Ziele der Arbeitsgemeinschaft Friedhof und Denkmal e.V. Sonderdruck. In: Deutscher Heimatbund, Jahrbuch 1959.
- Bauwerk und Umgebung. Tübingen 1964.